# Leucochromodes saltigalis
Leucochromodes saltigalis is een vlinder uit de familie van de grasmotten (Crambidae). De wetenschappelijke naam van deze soort is voor het eerst voorgesteld als Leucochroma saltigalis door Herbert Druce in een publicatie uit 1895.
De soort komt voor in Panama.